# Bernd Wolf (Maler)
Bernd Wolf (* 1953 in Hofheim am Taunus; † 2010 in Berlin) war ein deutscher Maler. Er war ein Vertreter der ungegenständlichen Malerei der Farbe in der Tradition des abstrakten Expressionismus. Unter streng konzeptuellen Bedingungen entwickelte er seine absichtslose Malerei. Daneben war die analoge Schwarzweißfotografie für ihn ein wichtiges, autonomes Medium.

## Leben
Wolf studierte von 1972 bis 1978 Malerei und Kunsttheorie an der Städelschule in Frankfurt am Main bei Raimer Jochims. Es folgte ein Studium der Philosophie an der Johann Wolfgang Goethe-Universität in Frankfurt am Main. Wolfs ausgedehnte Reisen in abgelegene Gegenden hatten  großen Einfluss auf sein Denken und Empfinden und auf sein künstlerisches Schaffen. Einige seiner Reiseerfahrungen, unter anderem ein 1000 km langer Fußmarsch von Frankfurt nach Cap-Ferret, den er alleine unternahm, prägten ihn nachdrücklich und resultierten in eigenen Projekten. Außerdem unternahm er Reisen in den Iran und nach Indien. Angesichts von Leid, Tod und Zerstörung, denen er unterwegs begegnete, stagnierte sein Schaffen und wurde von ihm selbst grundsätzlich in Frage gestellt. Die Reisen beeinflussten seine Weltsicht und daraus entstand sein Bedürfnis, existentielle Seins-Erfahrungen in seine Kunst einfließen zu lassen.
Musik hatte einen prägenden Einfluss auf Leben und Werk Wolfs. Bei der klassischen Musik sind es vor allem Johann Sebastian Bach, frühe englische Polyphonie und klassische indische Musik (10 Jahre lang Studium der Sitar bei Daniel Bradley in Wien), die ihn berührten, bei den Zeitgenossen war ihm unter anderem die Musik Arvo Pärts wichtig.
Die Auseinandersetzung mit japanischer Philosophie und Kunst war ein zentrales Thema im Leben Wolfs. Seit Beginn der 1980er Jahre unternahm er regelmäßig Reisen nach Japan und stellte bisweilen dort aus. Dort beschäftigte er sich mit unterschiedlichen Zen-Wegen in der Malerei und praktizierte die Kunst des Bogenschießens (Kyudo) und Aikido, in denen er hohe Meistergrade erlangte. Die Suche nach der Überwindung der Dualität und Absichtslosigkeit im Tun fanden profunden Eingang in seine künstlerische Arbeit. Ferner unternahm er Reisen nach China, Kanada und Nordeuropa – vor allem Norwegen – und organisierte Künstlerreisen nach der UdSSR, Spanien und Malta.
1980 wurde Wolfs Sohn geboren. Bis Anfang der 1990er Jahre lebte und arbeitete der Künstler in Frankfurt am Main und unterhielt dort sein Atelier. Neben der Malerei und der Fotografie gründete er zusammen mit Reinhard Kohler die Frankfurter Edition. Diese erstellte in gemeinsamen Symposien und in Kooperation mit anderen Künstlern unikale Künstlerbücher, die auf der Frankfurter Buchmesse und internationalen Ausstellungen präsentiert wurden.
Seit 1994 lebte und arbeitete Wolf in Berlin, der Umzug, wie auch Veränderungen im privaten Leben stellten für ihn einen bedeutenden Einschnitt dar, den er zum Anlass nahm, seine Maltechnik zu modifizieren.
Aufgrund einer schweren Krankheit beendete Wolf 2009 sein künstlerisches Schaffen und ordnete sein Werk. 2010 starb er in Berlin.

## Werk

### Schaffensphasen
Stets waren die Arbeiten Wolfs ungegenständlich und von metaphysischen Axiomen bestimmt. Eine zentrale Rolle spielte die Überwindung der Dualität. Zweiheit, die Gegensätzlichkeit aller Dinge und die Aufhebung derselben in der Balance von Plus und Minus, Yin und Yang etc. Fragen wie: „Wo liegt das Helle im Dunkel, das Drinnen im Draußen, das Warme im Kalten?“ beschäftigten den Maler.
Ein weiteres wesentliches Anliegen war die Verwirklichung von Herrschaftsfreiheit. Das bedeutete für Wolf, die künstlerische Absicht bzw. die willentliche Manipulation des Kunstwerks aus dem Produktionsprozess zu verbannen. Diese Idee klang bereits im frühen 20. Jhdt. im Dadaismus an. Bei Bernd Wolf ist sie allerdings von den im Dada vorherrschenden satirischen Elementen befreit.
Die 1980er und frühen 1990er Jahre sind geprägt von fast konstruktivistisch anmutenden Bildern, die in Schichtenmalerei entstehen. Große, unregelmäßige oder regelmäßige Farbfelder, oft mit streifig angelegter Grundstruktur, greifen ineinander oder scheinen sich zu überlagern. Innerhalb dieses bildnerischen Makrokosmos jedoch führt die Interaktion der Farben ein Eigenleben. Oft geht es um farbliche Beziehungen, warm und kalt, leuchtend und matt sowie um Komplementärkontraste. Ein Katalog zur Ausstellung Poly- und Tricolores aus dem Jahr 1989 dokumentiert diese Schaffensphase. Ende 1989 wird in einer Ausstellung der Galerie Hans Ostertag in Frankfurt eine Bilderfolge gezeigt, in der eine eigenartige Kreuzformation die Hauptrolle spielt. Ähnlich dem Lothringer Doppelkreuz werden hier drei Kreuze übereinander gesetzt. Hintergrund dieser thematischen Gewichtung ist die Konfrontation mit dem Tod, für die das Dreifachkreuz zum Symbol wurde. Auch hier dienen die großen Grundformen als Träger der farblichen Auseinandersetzungen.
Bernd Wolf arbeitete immer über mehrere Jahre an großen konsekutiv aufeinander folgenden Werkphasen, in denen er seine Themen geradezu enzyklopädisch durchdeklinierte.
Eine Ausstellung im Jahr 1993 im Frankfurter Kunstkabinett zeigt Gemälde, aus denen zeichenhafte Formen wie Spiralen, Zickzacklinien oder Ähnliches wie aus der Trägerfarbe auftauchen, als ob der Maler wie ein Archäologe lange Verborgenes aus der Tiefe hervorholt.
Stets spielte auch die Malerei auf wechselnden Untergründen eine Rolle, dabei konnten sowohl Baufolien als auch Lebensrettungsfolien als Trägermaterialien dienen. Daraus entwickelte der Künstler wiederum neue Verfahren, u. a. einen großen Monotypiezyklus, in dem die Bilder wechselweise den gebenden und aufnehmenden Part übernahmen.
Bei der Arbeit auf goldfarbenen Lebensrettungsfolien wandte Wolf sich dem – primär christlich konnotierten – Thema der Mandorla zu. Daraus entwickelt er schließlich eine Serie von Hinterglasbildern, die, als große Ikonostase zusammengestellt, in der Ausstellung Auf der Suche nach dem Bild im Ikonen-Museum Frankfurt am Main, 2001 gezeigt wurde.
Farben, Leinwände, Malgründe und Malwerkzeuge wie Pinsel und Spachtel fertigte Bernd Wolf selbst und entwickelte besondere Rezepturen. Seine bevorzugte Farbe für die Gemälde war die relativ schnell trocknende Kaseintempera, deren Handhabung ihn dazu zwang, schnell und ohne große Reflexion zu arbeiten. Im Laufe seines Schaffens ging es mehr und mehr darum, die bewusste künstlerische Entscheidung in den Hintergrund zu drängen, zugunsten eines unbewussten, absichtslosen Prozesses, in dem das Bild selbst die Regie seiner Entstehung übernimmt.

### Handmalerei
Ab 1996 gab es in den Arbeiten des Malers einen künstlerischen Wendepunkt. Bernd Wolf hörte auf, seine Farben mit Pinsel oder Spachtel zu modellieren. Die Hand, taktiles Präzisionsinstrument, mit dem wir im Wortsinne unsere Welt begreifen, wurde zu seinem ausschließlichen Malwerkzeug. Am Aussehen unserer Hände können wir einander erkennen, in den Linien unserer Handflächen wird seit Urzeiten gelesen, welchen Charakter, welche körperliche Disposition, und anhand seiner Fingerabdrücke kann ein Mensch zweifelsfrei identifiziert werden. Handabdrücke an Höhlenwänden in Puente Viesgo an der Nordküste Spaniens gehören zu den frühesten Zeugnissen künstlerischen Schaffens.
Wolf selbst beschrieb sein Suchen nach einer neuen Ausdrucksform als Konsequenz aus verschiedenen tiefgreifenden Veränderungen in seinem Leben. Eine existentielle und traumatische Begegnung, die mit dem damals wütenden Jugoslawienkrieg in Beziehung stand, lieferte den entscheidenden Impuls für die Entwicklung seiner neuen Ausdrucksform. In der Gewissheit, darin einem grundlegenden Ausdruck menschlichen Handelns begegnet zu sein, begann er, Bilder mit seinen Händen zu malen.
Alle diese Handbilder bestehen aus ungegenständlichen, sich wie Wolken ballenden oder wie Rauch diffundierenden Farbphänomenen. Sie entstanden, indem sich der Künstler stetig kreisend um die liegende Leinwand herumbewegte und seine Farben mit reibenden, kreisenden und wischenden Bewegungen auftrug. Während des Entstehungsprozesses konnte er nicht wirklich beurteilen, wie seine Gemälde wirkten, da er keinen Abstand zu ihnen gewinnen konnte. Sein Schaffen war somit intuitiv, der kritisch abwägende und korrigierende Blick des Künstlers war vorsätzlich verstellt.
Erst kurz vor ihrer Vollendung wurde die Leinwand aufrecht hingestellt, so dass der Künstler Abstand nehmen und einige wenige schnelle Modifikationen vornehmen konnte. Doch auch hier hatte Bernd Wolf sich durch die Materialwahl eine deutliche Beschränkung in seinem Handeln auferlegt, denn die Kaseintempera trocknet sehr rasch. Ob ein solches, durch unterbewusste Prozesse gesteuertes, Bild Bestand hatte oder der Übermalung anheim gegeben wurde, beurteilte der Künstler – mit einem gewissen zeitlichen Abstand.

## Ausstellungen
- 1976: Museum Wiesbaden
- 1977: Frankfurter Kunstverein
- 1986: Werkbund, Frankfurt am Main
- 1987: Frankfurter Kunstverein, FFM; Saatchi &
- 1990: Karmeliterkloster (Frankfurt am Main)
- 1991: Kunstverein Herborn
- 1994: Frankfurter Kunstverein; Atelier Westflügel, Frankfurt am Main
- 2000: Städel Museum, Frankfurt am Main, Grafisches Kabinett, Kunst über Kunst, 10 Jahre frankfurter edition
- 2001: Ikonen-Museum (Frankfurt am Main)
- 2002: Georg-Kolbe-Museum, Berlin, warten, Fotografie
- 2006: Toyota Municipal Museum of Art, Toyota (Aichi), Japan
- 2006: Kleisthaus, Berlin, herzkammer, mit Peter Engel
- 2012: Ausstellungshalle Frankfurt, Frankfurt am Main, wie von selbst, Bernd Wolf und Michael Kolod, Malerei und Objekte
- 2023: Retrospektive LXX, Palais für aktuelle Kunst Glückstadt, Deutschland
- 2023: Monopol Berlin, Farbapparat, Einzelausstellung Bernd Wolf sowie Gruppenausstellung zusammen mit Jan Muche, Elisabeth Sonneck, Oliver Lantz und Philipp Geist
- 2024: Stadtmuseum Hofheim am Taunus, Deutschland, 7.4.24 - 7.7.24, Bernd Wolf Retrospektive

## Publikationen

### Ausstellungskataloge
- Poly- und Tricolores. Bernd Wolf. Katalog zur Ausstellung vom 15.6. bis 5.8.1989 mit einem Märchen von Rafik Schami. Frankfurter Kunstkabinett
- Bernd Wolf. Malerei. Katalog zur Ausstellung in der Galerie Hans Ostertag, Frankfurt/Main. 24.11.1989 – 20.01.1990
- Bernd Wolf MCMXCII. Vom 4.3. bis 31.3.1993 mit einem Märchen von Rafik Schami. Frankfurter Kunstkabinett.
- Bernd Wolf. Ausstellung der OFB-Gruppe. 11. Juni 1999.
- Bernd Wolf. Auf der Suche nach dem Bild. Katalog zur Ausstellung im Ikonen-Museum der Stadt Frankfurt  am Main. Stiftung Dr. Schmidt-Voigt, 2001
- Wandelaltar. Bernd Wolf in der Grunewaldkirche. November 2006.
- Bernd Wolf. Mondlicht. Katalog zur Ausstellung Galerie König, Hanau, September–Oktober 2008.
- Bernd Wolf. inzwischen – wie von selbst. Katalog zur Ausstellung. Ausstellungshalle Frankfurt, 14.11.–9.12.2012 und Galerie König, Hanau, 10.11.2012–26.1.2013.
- Bernd Wolf LXX, Retrospektive, 2023